# 17 Dywizja Pancerna (III Rzesza)
17 Dywizja Pancerna (niem. 17. Panzer-Division) – niemiecka dywizja pancerna z okresu II wojny światowej, uczestniczyła w ataku na Związek Radziecki.

## Historia
Została sformowana rozkazem z 1 listopada 1940 przeformowania 27 Dywizji Piechoty.
W maju 1941 roku została włączona w skład 2 Grupy Pancernej i wraz z tą armią wzięła udział ataku na ZSRR w ramach Grupy Armii Środek.  Atak na Związek Radziecki rozpoczęła 22 czerwca 1941 stacjonując na północ od Twierdzy Brześć.  Walczyła w tym okresie na pod Smoleńskiem, Briańskiem, Tułą i Orłem.
W grudniu 1942 roku weszła w skład Grupy Armii Don i wzięła udział w walkach o odblokowanie otoczonej w Stalingradzie 6 Armii. W marcu 1943 roku weszła w skład Grupy Armii Południe i walczyła nad Dnieprem. Następnie w walkach wycofała się w kierunku Polski.
Po dotarciu na  Kielecczyznę, 2 sierpnia 1944 w rejonie Słupi kolumnę taborów należących do dywizji zaatakowały oddziały Batalionów Chłopskich dowodzone przez Piotra Pawlinę. W walce w której zginęło 18 żołnierzy niemieckich, 17 dywizja pancerna straciła jeszcze 3 moździerze z amunicją oraz broń ręczną i  maszynową.
Od września 1944 roku brała udział w walkach w rejonie przyczółka baranowsko sandomierskiego broniąc odcinka frontu między Stopnicą a Kurozwękami. Miejscem postoju sztabu dywizji była wieś Duże Budy. Po rozpoczęciu 12 stycznia 1945 roku przez wojska radzieckie ofensywy styczniowej walczyła na drugim pasie obrony niemieckiej w rejonie Chmielnika,  gdzie została rozbita, a jej resztki wycofano w rejon Ścinawy, gdzie koncentrowała się i została uzupełniona.
Po uzupełnieniu walczyła na linii Odry, a następnie jej resztki wycofały się na Morawy. Tam też skapitulowała w maju 1945 roku.

## Oficerowie dowództwa dywizji
Dowódcy dywizji
- gen. mjr Karl Ritter von Weber (1940–1941)
- gen. wojsk panc. Wilhelm Ritter von Thoma (1941)
- gen. mjr Hans Jürgen von Arnim (1941)
- gen. por. Rudolf-Eduard Licht (1941–1942)
- gen. wojsk panc. Fridolin von Senger und Etterlin (1942–1943)
- gen. por. Walter Schilling (1943)
- gen. por. Karl-Friedrich von der Meden (1943–1944)
- gen. mjr Rudolf Demme (1944)
- płk Albert Brux (1944–1945)
- gen. mjr Theodor Kreschmer (1945)

## Skład
1941
- 39 pułk pancerny (Panzer-Regiment 39)
- 17 Brygada Strzelców (Schützen Brigade 17)
  - 40 pułk strzelców (Schützen Regiment 40)
  - 63 pułk strzelców (Schützen Regiment 63)
  - 17 batalion motocyklowy (Kradschützen Bataillon 17)
- 27 pułk artylerii (Artillerie Regiment 27)
- 27 batalion rozpoznawczy (Aufklärungs Abteilung 27)
- 27 dywizjon przeciwpancerny (Panzerjäger Abteilung 27)
- 27 batalion pionierów (Pionier Bataillon 27)
- 27 batalion łączności (Nachrichten Abteilung 27)

1943
- 39 pułk pancerny (Panzer-Regiment 39)
- 40 pułk grenadierów pancernych (Panzer Grenadier Regiment 40)
- 63 pułk grenadierów pancernych (Panzer Grenadier Regiment 63)
- 27 pułk artylerii pancernej (Panzer Artillerie Regiment 27)
- 17 pancerny batalion rozpoznawczy (Panzer Aufklärungs Abteilung 17)
- 297 dywizjon artylerii przeciwlotniczej (Heeres Flak Artillerie Abteilung 297)
- 27 dywizjon niszczycieli czołgów (Panzerjäger Abteilung 27)
- 27 pancerny batalion pionierów (Panzer Pionier Bataillon 27)
- 27 pancerny batalion łączności (Panzer Nachrichten Abteilung 27)